# Roberto Bautista Agut
Roberto Bautista Agut (Castelló de la Plana, 14 de Abril de 1988) é um tenista profissional espanhol.

## Carreira
Em 2014, ele atingiu o melhor ranking de simples da carreira até então, quando chegou a ser n° 15 do ranking mundial masculino.
Já conquistou até o momento em torneios ATP, a dois títulos de simples: Stuttgart (2014) e s- Hertogenbosch (2014).
Além dos dois títulos, ele também foi finalista em simples dos ATPs de Moscou em 2014 e Chennai em 2013.

## ATP finais

### Simples: 4 (2–2)
| Legenda                           |
| --------------------------------- |
| Grand Slam (0–0)                  |
| ATP World Tour Finals (0–0)       |
| ATP World Tour Masters 1000 (0–0) |
| ATP World Tour 500 Series (0–0)   |
| ATP World Tour 250 Series (2–2)   |

| Títulos por Piso |
| ---------------- |
| Duro (0–2)       |
| Saibro (1–0)     |
| Grama (1–0)      |
| Carpete (0–0)    |

| Resultado | N. | Data            | Torneio                                  | Piso     | Opponente        | Placar             |
| --------- | -- | --------------- | ---------------------------------------- | -------- | ---------------- | ------------------ |
| Vice      | 1. | 6 Janeiro 2013  | Chennai Open, Chennai, Índia             | Duro     | Janko Tipsarević | 6–3, 1–6, 3–6      |
| Campeão   | 1. | 21 Junho 2014   | Topshelf Open, 's-Hertogenbosch, Holanda | Grama    | Benjamin Becker  | 2–6, 7–6(7–2), 6–4 |
| Campeão   | 2. | 13 Julho 2014   | MercedesCup, Stuttgart, Alemanha         | Saibro   | Lukáš Rosol      | 6–3, 4–6, 6–2      |
| Vice      | 2. | 19 Outubro 2014 | Kremlin Cup, Moscou, Rússia              | Duro (i) | Marin Čilić      | 4–6, 4–6           |

## Challenger eFutures finais

### Simples: 19 (12–7)
| Legenda                |
| ITF Futures Series (9) |

| N. | Data       | Torneio                       | Piso   | Oponente na final       | Placar da final  |
| 1. | 25.06.2007 | Espanha F24, Espanha          | Saibro | Pedro Clar-Rossello     | 7–5, 6–3         |
| 2. | 30.07.2007 | Espanha F29, Espanha          | Saibro | Pedro Clar-Rossello     | 6–3, 6–4         |
| 3. | 28.07.2008 | Espanha F29, Espanha          | Saibro | Gerard Granollers-Pujol | 6–4, 6–4         |
| 4. | 28.07.2008 | Espanha F36, Espanha          | Duro   | James Ward              | 3–6, 6–3, 6–2    |
| 5. | 28.07.2008 | Espanha F37, Espanha          | Duro   | Jean-Noel Insausti      | 6–7(5), 6–3, 6–4 |
| 6. | 16.03.2009 | Espanha F10, Espanha          | Saibro | Marc Fornell-Mestres    | 6–4, 6–4         |
| 7. | 21.09.2009 | Espanha F32, Espanha          | Duro   | Thomas Schoorel         | 6–4, 6–3         |
| 8. | 25.01.2010 | Espanha F3, Espanha           | Duro   | Sergio Gutierrez-Ferrol | 7–5, 6–2         |
| 9. | 08.03.2010 | Grã Bretanha F3, Grã Bretanha | Duro   | Daniel Smethurst        | 7–5, 6–4         |